# Есторил
Есторил (порт. Estoril) је град у Португалу, у округу Кашкаиш. Према подацима из 2001, на површини од 8,79 km² живи 23.769 становника.
Смештен у заливу Кашкаиш, на обали атлантског океана, налази се 15 километара од центра главног града Португала, Лисабона.

## Историја
Прво насеље на месту данашњег Ешторила појавило се пре 2 хиљаде година. Дуго времена Ешторил је био мало рибарско село. Крајем 19. века и почетком 20. век, Ешторил је постао велики туристички центар.
Регент Мађарске, Миклош Хорти, живео је и умро у егзилу у Есторилу, након Другог светског рата, а Хуан Карлос I од Шпаније и Умберто II живели су у Есторилу током овог времена.
Након година забране Јеховиних сведока у Португалу, званично признати у децембру 1974, а у фебруару 1975. су изнајмили 20-ак кућа у Есторилу, који је служио као огранак светске организације одговорне за активности Јеховиних сведока у Португалу, Мадеири, Азорским острвима, Анголи и Сао Томеу.